# Czechosłowacja na Zimowych Igrzyskach Olimpijskich 1956
Czechosłowację na Zimowych Igrzyskach Olimpijskich 1956 reprezentowało 41 zawodników, 35 mężczyzn i 6 kobiet.

## Reprezentanci

### Biegi narciarskie
Mężczyźni
- Ilja Matouš
  - Bieg na 15 km – 13. miejsce
  - Bieg na 30 km – 10. miejsce

- Josef Prokeš
  - Bieg na 15 km – 36. miejsce
  - Bieg na 30 km – 16. miejsce

- Jaroslav Cardal
  - Bieg na 15 km – 42. miejsce
  - Bieg na 30 km – 18. miejsce

- Vlastimil Melich, Emil Okuliár, Ilja Matouš, Josef Prokeš
  - Sztafeta 4 × 10 km – 8. miejsce

Kobiety
- Eva Lauermanová
  - Bieg na 10 km – 14. miejsce

- Libuše Patočková
  - Bieg na 10 km – 19. miejsce

- Olga Krasilová
  - Bieg na 10 km – 25. miejsce

- Eva Paulusová-Benešová
  - Bieg na 10 km – 28. miejsce

- Eva Lauermanová, Libuše Patočková, Eva Paulusová-Benešová
  - Sztafeta 3 × 5 km – 6. miejsce

### Kombinacja norweska
Mężczyźni
- Vítězslav Lahr
  - Indywidualnie – 12. miejsce

- Vlastimil Melich
  - Indywidualnie – 18. miejsce

- Josef Nüsser
  - Indywidualnie – 22. miejsce

### Hokej na lodzie
| Mężczyźni Jan Vodička Ján Jendek Karel Gut Jan Kasper Václav Bubník Jaromír Bünter Slavomír Bartoň Vlastimil Bubník Bronislav Danda Zdeněk Návrat František Vaněk Bohumil Prošek Miroslav Kluc Stanislav Bacílek Vladimír Zábrodský Otto Cimrman Václav Pantůček Zajęli 5. miejsce |

### Łyżwiarstwo figurowe
Mężczyźni
- Karol Divín
  - Singiel – 6. miejsce

Kobiety
- Jindra Kramperová
  - Singiel – 20. miejsce

Mikst
- Zdeněk Doležal, Věra Suchánková
  - Pary sportowe – 8. miejsce

### Łyżwiarstwo szybkie
Mężczyźni
- Bohumil Jauris
  - 500 m – 17. miejsce
  - 1 500 m – 15. miejsce

- Vladimír Kolář
  - 500 m – 28. miejsce
  - 1 500 m – 27. miejsce
  - 5 000 m – 13. miejsce
  - 10 000 m – 14. miejsce

- Jaroslav Doubek
  - 500 m – 30. miejsce
  - 1 500 m – 39. miejsce
  - 10 000 m – 26. miejsce

### Narciarstwo alpejskie
Mężczyźni
- Kurt Hennrich
  - Zjazd – 7. miejsce
  - Gigant slalom – 36. miejsce
  - Slalom – 36. miejsce

- Evžen Čermák
  - Zjazd – 17. miejsce
  - Gigant slalom – 32. miejsce
  - Slalom – 21. miejsce

- Vladimír Krajňák
  - Zjazd – nie ukończył
  - Gigant slalom – 38. miejsce
  - Slalom – nie ukończył

- Jaroslav Bogdálek
  - Zjazd – nie ukończył
  - Gigant slalom – 31. miejsce
  - Slalom – 29. miejsce

### Skoki narciarskie
Mężczyźni
- Mojmír Stuchlík
  - Skocznia normalna – 28. miejsce

- Jáchym Bulín
  - Skocznia normalna – 29. miejsce